# Leptoscyphus hatcheri
Leptoscyphus hatcheri là một loài Rêu trong họ Geocalycaceae. Loài này được Fulford mô tả khoa học đầu tiên năm 1976.